# Hieracium
Hieracium es un género de plantas con flores perteneciente a la familia Asteraceae. Comprende 12614 especies descritas y de estas, solo 1411 aceptadas. En diciembre de 2023, Plants of the World Online incluye más de 4500 especies aceptadas de Hieracium.

## Descripción
Hierbas perennes con savia lechosa; tallos erectos, con tricomas glandulares largos. Hojas basales o caulinares, elíptico-lanceoladas, oblanceoladas u oblongas, enteras o dentadas. Capitulescencias cimosas o tirsoides; capítulos ligulados; filarias en 3–numerosas series, gradualmente imbricadas, las exteriores cortas, las internas subiguales; receptáculos planos; flósculos perfectos, corolas 5-dentadas, amarillas, a veces blancas, anaranjadas o rojas; aquenios columnares adelgazados en la base, en general atenuados hacia el ápice, casi siempre 10-acostillados, café-rojizos a negros; vilano de numerosas cerdas pajizas en una serie.

## Taxonomía
El género fue descrito por Carlos Linneo y publicado en Species Plantarum 2: 799–805. 1753. La especie tipo es: Hieracium murorum.
Etimología
Hieracium: nombre genérico que proviene de la palabra del griego antiguo hierax o hierakion = "halcón". El nombre del género originalmente fue dado por el botánico francés Joseph Pitton de Tournefort (1656 - 1708), probablemente refiriéndose a algunos de los escritos del naturalista romano Plinio el Viejo (23-79) en el que, según la tradición, las aves rapaces utilizan esta planta para fortalecer su visión. Desde el punto de vista científico, el nombre del género fue publicado por primera vez por Carl von Linne (1707-1778), biólogo y escritor sueco, considerado el padre de la moderna clasificación científica de los organismos vivos, en la publicación Species Plantarum - 2:. 799 1753 del 1753.

## Especies seleccionadas

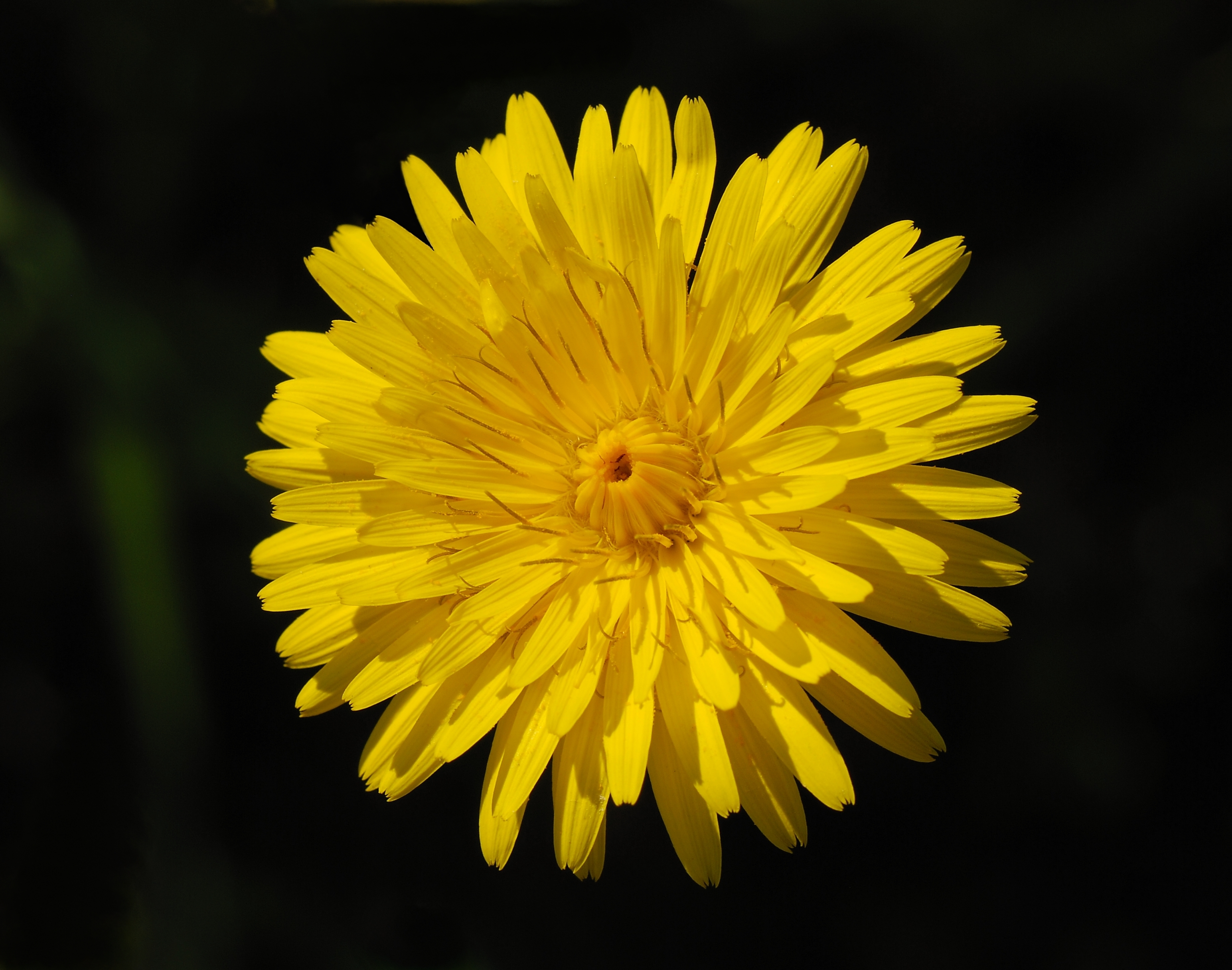
Hieracium lachenalii

| - Hieracium aguilellae - Hieracium albiflorum - Hieracium alpinum - Hieracium amplexicaule - Hieracium aurantiacum - Hieracium auricola - Hieracium bidifum - Hieracium caespitosum - Hieracium canadense - Hieracium castellanum Boiss. & Reuter - Hieracium cephalotes - Hieracium cephalothales - Hieracium ceramotum - Hieracium cercidotelmatodes - Hieracium cercsianum - Hieracium cereolinum - Hieracium ceresianum - Hieracium cerinthiforme - Hieracium cerinthoides - Hieracium cerleri - Hieracium cernagorae - Hieracium cerobaphum - Hieracium cerussatiforme - Hieracium cerussatum | - Hieracium cezycola - Hieracium chaboissaei - Hieracium chacoense - Hieracium chaetolepis - Hieracium chamaecerinthe - Hieracium chamaecephalum - Hieracium chamaeadenium - Hieracium chalcorites - Hieracium chalcidicum - Hieracium chalasinense - Hieracium chalarum - Hieracium chaixianum - Hieracium chaetophyllum - Hieracium chamaeodon - Hieracium chamardabanense - Hieracium chandolygodes - Hieracium chaozum - Hieracium charactophyllum - Hieracium charadrotes - Hieracium charitodon - Hieracium charitopoides - Hieracium charitopum - Hieracium chasmataeum - Hieracium cophanense - Hieracium cymosum | - Hieracium cynoglossoides - Hieracium echioides - Hieracium floribundum - Hieracium greenii - Hieracium gronovii - Hieracium humile - Hieracium intybaceum - Hieracium lachenalii - Hieracium laevigatum - Hieracium lanatum - Hieracium longipilum - Hieracium lucidum - Hieracium paniculatum - Hieracium peleterianum - Hieracium pilosella - Hieracium piloselloides - Hieracium porrifolium - Hieracium praealtum - Hieracium sabaudum - Hieracium scabrum - Hieracium schultzii - Hieracium staticifolium - Hieracium triste - Hieracium umbellatum - Hieracium venosum - Hieracium villosum |